# اولیور اسپاسوفسکی
اولیور اسپاسوفسکی (مقدونی: Оливер Спасовски؛ زادهٔ ۲۱ اکتبر ۱۹۷۶) سیاستمدار اهل مقدونیه شمالی است. وی از ۳ ژانویه ۲۰۲۰ تا ۳۰ اوت ۲۰۲۰ نخست‌وزیر این کشور بود.